# João Gomes
João Fernando Gomes Valério (Serrita, 31 de julho de 2002) é um cantor e compositor brasileiro de forró e piseiro, tendo alcançado destaque nacional já com o seu álbum de estreia, tornando-se o cantor mais ouvido do país no ano de 2021.
As músicas "Meu Pedaço de Pecado", "Se For Amor" e "Eu Tenho a Senha" apresentaram-se como os principais sucessos do primeiro álbum do cantor, rendendo-lhe indicações a prêmios relevantes, tais como Artista Revelação de 2021 e Hit do Ano, no Prêmio Multishow.
Suas músicas despontaram inicialmente em aplicativos como o TikTok, rapidamente chegando ao topo das mais tocadas no Brasil na plataforma Spotify, junto com quase todo o restante do álbum, sendo o único artista brasileiro a estar entre os 50 mais tocados no mundo no mesmo período na referida plataforma, alcançando ainda, já no mês seguinte à estreia do primeiro álbum, a posição 40 entre os mais tocados da Billboard Global 200.

## Biografia
Nascido na cidade de Serrita, no interior de Pernambuco, o cantor se mudou para Petrolina, uma das principais cidades do estado, onde desde os sete anos de idade participava do coral da igreja. Estudou como técnico em agropecuária no Instituto Federal do Sertão Pernambucano, local onde começou a gravar vídeos e divulgar na internet, alcançando certa popularidade.

## Carreira
O cantor possui seus principais ritmos cantados no ritmo do piseiro e no forró de vaquejada, apesar de ter Belchior e Cartola como as suas principais influências.
Em 1 de julho de 2021, João Gomes conseguiu alcançar o topo das músicas mais tocadas no Brasil no Spotify, passando a ter suas músicas citadas e interpretadas por nomes conhecidos do grande público no Brasil, a exemplo do jogador Hulk, do Atlético Mineiro, ao mesmo tempo em que era convidado a dividir palco com cantores como Xand Avião e Os Barões da Pisadinha.
O primeiro álbum de estúdio de João Gomes, gravado em Fortaleza, possui as participações de Tarcísio do Acordeon e Vitor Fernandes.
Seu primeiro DVD foi gravado em Recife no dia 17 de agosto de 2022. O show foi realizado no Marco Zero, e contou com as participações especiais de Vanessa da Mata, do rapper L7nnon e Fagner. A apresentação atraiu 150.000 pessoas.
Em 5 de setembro, João Gomes participou pela primeira vez do festival Rock in Rio, um dos maiores festivais de música do mundo. O cantor se apresentou na Arena Itaú no dia 5 de setembro, dividindo o palco com Pedro Sampaio.
Em 21 de fevereiro de 2023, João Gomes foi uma das principais atrações do carnaval do Recife. O cantor se apresentou na Praça do Marco Zero, dividindo a programação com artistas tradicionais do carnaval recifense como Lenine, Alceu Valença e Elba Ramalho no dia de encerramento do festival, contando com grande participação do público.
Em agosto de 2023, foi lançado o live-action One Piece: A Série através da Netflix. Como parte da divulgação no Brasil, a própria Netflix convidou João Gomes, que é fã do mangá original, para lançar a canção piseiro "Pegada de Pirata", uma paródia de "Meu Pedaço de Pecado", agora tematizada com o contexto da série.
Em setembro de 2023, tornou-se o primeiro cantor de piseiro indicado ao Grammy Latino, na categoria de Melhor Álbum de Música de Raízes em Língua Portuguesa, com o álbum Raiz. Em setembro de 2024, foi novamente indicado para a categoria, pelo álbum De Norte a Sul.

## Vida pessoal
Em 2022, João começou em relacionamento com a influenciadora Ary Mirelle. Em março de 2023, eles anunciaram o término, porém em maio reataram. Em agosto, o casal anunciou que esperavam seu primeiro filho, em novembros eles ficaram noivos. Em 16 de janeiro de 2024, nasceu Jorge.

## Discografia

### Álbuns de estúdio
| Álbuns de estúdio | Álbuns de estúdio                                      | Álbuns de estúdio |
| Ano               | Detalhes                                               | Ref.              |
| ----------------- | ------------------------------------------------------ | ----------------- |
| 2021              | Eu Tenho a Senha - Lançamento: 4 de junho de 2021      | [ 38 ]            |
| 2022              | Digo Ou Não Digo - Lançamento: 5 de maio de 2022       | [ 39 ]            |
| 2023              | RAIZ - Lançamento: 30 de março de 2023                 | [ 40 ]            |
| 2023              | De Norte a Sul - Lançamento: 30 de novembro de 2023    | [ 41 ]            |
| 2024              | Vaquejada Tá Na Moda - Lançamento: 24 de junho de 2024 | [ 42 ]            |
| 2025              | Dominguinho - Lançamento: 18 de abril de 2025          | [ 43 ]            |

### Álbuns ao vivo
| Álbuns ao vivo | Álbuns ao vivo                                          | Álbuns ao vivo |
| Ano            | Detalhes                                                | Ref.           |
| -------------- | ------------------------------------------------------- | -------------- |
| 2021           | Ao Vivo em Fortaleza - Lançamento: 9 de julho de 2021   | [ 44 ]         |
| 2022           | DVD Acredite - Lançamento: 1 de dezembro de 2022        | [ 45 ]         |
| 2023           | DVD Ao Vivo no Sertão - Lançamento: 21 de julho de 2023 | [ 46 ]         |

### EPs
| EPs  | EPs                                                 | EPs    |
| Ano  | Detalhes                                            | Ref.   |
| ---- | --------------------------------------------------- | ------ |
| 2023 | Ao Vivo no Sertão - Lançamento: 21 de julho de 2023 | [ 46 ] |
| 2024 | Dois lados - Lançamento: 6 de dezembro de 2024      | [ 47 ] |

### Singles promocionais
| Ano  | Single                                                     | Álbum                        |
| ---- | ---------------------------------------------------------- | ---------------------------- |
| 2022 | Mostra Tua Força, Brasil (com. Ludmilla, Kawe e Timbalada) | Não associado a nenhum álbum |
| 2022 | "Pegada de Pirata"                                         | Não associado a nenhum álbum |
| 2023 | "A Gente é Muito Mais Criança Esperança"                   | Não associado a nenhum álbum |
| 2024 | "A Energia do São João (Petrobras Apresenta)"              | Não associado a nenhum álbum |

## Prêmios e indicações
| Ano  | Organização                 | Recipiente(s)                                               | Categoria                                             | Resultado | Ref.        |
| ---- | --------------------------- | ----------------------------------------------------------- | ----------------------------------------------------- | --------- | ----------- |
| 2021 | Prêmio Multishow            | João Gomes                                                  | Revelação                                             | Indicado  | [ 6 ] [ 7 ] |
| 2021 | Prêmio Multishow            | João Gomes                                                  | Experimente                                           | Indicado  | [ 6 ] [ 7 ] |
| 2021 | Prêmio Multishow            | "Meu Pedaço de Pecado"                                      | Hit do Ano                                            | Indicado  | [ 6 ] [ 7 ] |
| 2021 | Prêmio Contigo!             | João Gomes                                                  | Revelação Musical                                     | Indicado  |             |
| 2022 | Prêmio Multishow            | João Gomes                                                  | Artista do Ano                                        | Indicado  | [ 52 ]      |
| 2022 | Melhores do Ano             | "Dengo"                                                     | Música do Ano                                         | Venceu    | [ 53 ]      |
| 2023 | Prêmio Multishow            | "Pequena Flor"                                              | Forró e Piseiro do Ano                                | Venceu    | [ 54 ]      |
| 2023 | Prêmio Multishow            | "Idiota Raiz" - Joyce Alane (com part. de João Gomes)       | Categoria Brasil                                      | Indicado  | [ 55 ]      |
| 2023 | Prêmio Multishow            | "Pra Que Fui Me Apaixonar" - João Gomes e Iguinho & Lulinha | Forró e Piseiro do Ano                                | Indicado  | [ 55 ]      |
| 2023 | Prêmio Multishow            | "Prejudicado"                                               | Forró e Piseiro do Ano                                | Indicado  | [ 55 ]      |
| 2023 | Prêmio Multishow            | "Sinal" - Nadson o Ferinha e João Gomes                     | Brega e Arrocha do Ano                                | Indicado  | [ 55 ]      |
| 2023 | Grammy Latino               | RAIZ                                                        | Melhor Álbum de Música de Raízes em Língua Portuguesa | Indicado  | [ 30 ]      |
| 2024 | Grammy Latino               | De Norte a Sul                                              | Melhor Álbum de Música de Raízes em Língua Portuguesa | Indicado  | [ 31 ]      |
| 2024 | Prêmio Multishow            | "Coração de Vaqueiro"                                       | Forró e Piseiro do Ano                                | Indicado  | [ 56 ]      |
| 2024 | Prêmio Claro Música         | "Arriadin Por Tu" — feat. Zé Vaqueiro                       | Melhor Música de Forró                                | Venceu    | [ 57 ]      |
| 2024 | Prêmio Claro Música         | João Gomes                                                  | Artista de Forró e Piseiro                            | Venceu    | [ 57 ]      |
| 2024 | Prêmio da Música Brasileira | João Gomes                                                  | Melhor Intérprete – Canção Popular                    | Indicado  | [ 58 ]      |
| 2024 | Prêmio da Música Brasileira | RAIZ                                                        | Melhor Lançamento – Canção Popular                    | Venceu    | [ 58 ]      |

## Filmografia

### Filmes
| Ano  | Título                | Papel     |
| ---- | --------------------- | --------- |
| 2024 | Dona Lurdes - O Filme | Ele mesmo |